# Silvana Jachino
Pour les articles homonymes, voir Jachino.
Silvana Jachino, née le 2 février 1916 à Milan dans la région de la Lombardie et morte le 28 août 2004 à Morciano di Romagna dans la région de l’Émilie-Romagne en Italie, est une actrice italienne. Elle a parfois été créditée pour ses rôles sous le nom de Susan Terry.

## Biographie
Silvana Jachino naît en 1916 à Milan. Fille du compositeur et musicien Carlo Jachino (it) et nièce de l’amiral Angelo Iachino, elle commence sa carrière d’actrice en 1935 dans le drame Fiordalisi d'oro de Giovacchino Forzano. 
Elle profite de la période dite des Téléphones blancs pour obtenir de nombreux rôles au cinéma. Elle donne ainsi la réplique aux meilleurs acteurs et actrices de l’époque, comme Vittorio De Sica dans le film Partire d’Amleto Palermi, Totò dans la comédie Totò, apôtre et martyr (San Giovanni decollato) d’Amleto Palermi, Andrea Checchi dans le drame Il re d'Inghilterra non paga de Giovacchino Forzano ou encore Amedeo Nazzari dans le film en costumes La Cavalerie héroïque (Cavalleria) de Goffredo Alessandrini. On la retrouve également dans des films de Gennaro Righelli, Mario Mattoli, Giorgio Simonelli, Carmine Gallone ou Domenico Gambino.
Pendant la Seconde Guerre mondiale, elle tourne peu et à la fin du conflit ne retrouve pas son ancienne gloire. Elle obtient cependant plusieurs seconds rôles dans des productions italiennes. On la retrouve ainsi dans la super-production historique Fabiola d'Alessandro Blasetti, dans le premier film de Mario Amendola I peggiori anni della nostra vita ou encore dans le péplum Néron et Messaline (Nerone e Messalina) de Primo Zeglio. Mario Mattoli lui confie plusieurs rôles secondaires dans ces productions.
Dans les années 1950 et 1960, elle tourne peu et apparaît à nouveau et principalement dans des rôles secondaires. Elle joue dans des péplums, des films d’aventures, des comédies légères et des westerns-spaghettis, parfois sous le pseudonyme de Susan Terry. Elle quitte la scène sur un dernier petit rôle, celui de la mère d’un pilote italien joué par Giacomo Agostini dans le film Dans l'enfer de Monza (Formula 1 - Nell'Inferno del Grand Prix) de Guido Malatesta.
Elle décède en 2004 à l’âge de 88 ans. Elle repose au cimetière Flaminio à Rome.

## Filmographie

### Au cinéma
- 1935 : Fiordalisi d'oro de Giovacchino Forzano
- 1936 : Cœur de gueux (Cuor di vagabondo) de Jean Epstein
- 1936 : La Cavalerie héroïque (Cavalleria) de Goffredo Alessandrini
- 1936 : Nozze vagabonde de Guido Brignone
- 1936 : Bertoldo, Bertoldino e Cacasenno de Giorgio Simonelli
- 1936 : Ballerine de Gustav Machatý
- 1936 : L'aria del continente de Gennaro Righelli
- 1937 : Sono stato io! de Raffaello Matarazzo
- 1937 : Gatta ci cova de Gennaro Righelli
- 1937 : Il Corsaro Nero de Amleto Palermi
- 1938 : L'ultimo scugnizzo de Gennaro Righelli
- 1938 : Partire de Amleto Palermi
- 1938 : Crispino e la comare de Vincenzo Sorelli
- 1938 : Lotte nell'ombra de Domenico Gambino
- 1939 : Il ladro d'Anton Germano Rossi
- 1939 : Fascino de Giacinto Solito
- 1939 : Eravamo sette vedove de Mario Mattoli
- 1939 : Le educande di Saint-Cyr de Gennaro Righelli
- 1940 : Il diario di una stella de Mattia Pinoli et Domenico Valinotti
- 1940 : L'ebbrezza del cielo de Giorgio Ferroni
- 1940 : Boccaccio de Marcello Albani
- 1940 : Melodie eterne de Carmine Gallone
- 1940 : Totò, apôtre et martyr (San Giovanni decollato) de Amleto Palermi et Giorgio Bianchi
- 1940 : Non me lo dire! de Mario Mattoli
- 1941 : Il re d'Inghilterra non paga de Giovacchino Forzano
- 1941 : Cenerentola e il signor Bonaventura de Sergio Tofano
- 1942 : Voglio vivere così de Mario Mattoli
- 1942 : C'è un fantasma nel castello de Giorgio Simonelli
- 1942 : L'affare si complica de Pier Luigi Faraldo
- 1943 : La zia di Carlo d'Alfredo Guarini
- 1943 : Senza una donna d'Alfredo Guarini
- 1945 : Lettere al sottotenente de Goffredo Alessandrini
- 1947 : Sono io l'assassino de Roberto Bianchi Montero
- 1947 : L'isola del sogno de Ernesto Remani
- 1947 : Fiamme sul mare de Michał Waszyński
- 1948 : Il corriere di ferro de Francesco Zavatta
- 1949 : Torna a Napoli de Domenico Gambino
- 1949 : I peggiori anni della nostra vita de Mario Amendola
- 1949 : Nerone e Messalina de Primo Zeglio
- 1949 : Fabiola d'Alessandro Blasetti
- 1951 : Anema e core de Mario Mattoli
- 1951 : Accidenti alle tasse!! de Mario Mattoli
- 1951 : Catalina de Inglaterra de Arturo Ruiz Castillo
- 1952 : Vengeance sarde (Vendetta... sarda) de Mario Mattoli
- 1952 : Cinque poveri in automobile de Mario Mattoli
- 1953 : Martin Toccaferro de Leonardo De Mitri
- 1953 : Condannata senza colpa de Luigi Latini de Marchi
- 1953 : Anna perdonami de Tanio Boccia
- 1953 : L'enfant du cirque (Il figlio del circo) de Sergio Grieco
- 1953 : Néron et Messaline (Nerone e Messalina) de Primo Zeglio
- 1954 : Sabotages en mer (Mizar) de Francesco De Robertis
- 1955 : Les cinq dernières minutes (Gli Ultimi cinque minuti) de Giuseppe Amato
- 1955 : La femme aux deux visages (L'angelo bianco) de Raffaello Matarazzo
- 1957 : Tu es mon fils (La finestra sul Luna-Park) de Luigi Comencini
- 1957 : Due sosia in allegria d'Ignazio Ferronetti
- 1959 : Esterina de Carlo Lizzani
- 1962 : Jules César contre les pirates (Giulio Cesare contro i pirati) de Sergio Grieco
- 1962 : Le Capitaine de fer (Il capitano di ferro) de Sergio Grieco
- 1964 : Un cœur plein et les poches vides (...e la donna creò l'uomo) de Camillo Mastrocinque
- 1965 : Juliette des esprits (Giulietta degli spiriti) de Federico Fellini
- 1965 : Opération Lotus bleu (Agente 077 missione Bloody Mary) de Terence Hathaway
- 1966 : L'agent Gordon se déchaîne (Password: Uccidete agente Gordon) de Terence Hathaway
- 1966 : Deguejo de Joseph Warren
- 1968 : Ringo ne devait pas mourir (I lunghi giorni dell'odio) de Gianfranco Baldanello : épouse de Barnaby
- 1970 : La Modification de Michel Worms
- 1970 : Dans l'enfer de Monza (Formula 1 - Nell'Inferno del Grand Prix) de Guido Malatesta

## Source
- Roberto Poppi et Enrico Lancia, Le attrici, Rome, Gremesse, 2003 (ISBN 88-8440-214-X), p. 186-187.